# Socfin
Socfin, Société financière des Caoutchoucs est un groupe de participations agro-industriel fondé en 1909 par l'entrepreneur et agronome belge Adrien Hallet (1867-1925), devenu une entité financière et commerciale chapeauté par une Holding luxembourgeoise contrôlée par Hubert Fabri et le Groupe Bolloré. 
Les activités de production (huile de palme, latex/caoutchouc) du groupe Socfin se déroulent dans 10 pays d'Afrique et d'Asie, mais les holdings sont principalement basées au Luxembourg, en Belgique et en Suisse ; le siège se trouve au Luxembourg. 

## Histoire
Le groupe nait en 1890 quand Adrien Hallet développe au Congo les cultures d'hévéas et de palmiers à huile. Lors du décès de son fondateur en 1925, les plantations de Socfin et Branco s'étendent en Afrique, en Indochine et en Asie du Sud-Est.
L'actuel Groupe Socfin est issu de la fusion de la « Financière des Colonies » avec la « Société Financière des Caoutchoucs » en 1973. Il gère dès cette époque des projets agro-industriels de plantations et d'usines dans le monde entier, en collaboration avec des organismes de recherche.
Au Cameroun, le groupe Socfin reprend la SPFS, Société des Palmeraies de la Ferme Suisse en 1999[réf. nécessaire] et la Société camerounaise des palmeraies Socapalm en 2000. Au Ghana, il fait l'acquisition de la plantation de PSG, Plantations Socfinaf Ghana Ltd en 2012.
En 2019, le résultat financier de l'entreprise (EBITDA) s'élève à 152 millions d'euros et en moins d'une décennie (2009 à 2018) la surface plantée du Groupe a gagné +49,6%, passant de 129 658 à 194 000 hectares. Cette extension des monocultures d'hévéa ou de palmier à huile sur des terres forestières ou agricoles (zones humides parfois) a encore exacerbé les tensions foncières avec les communautés locales qui ont perdu tout ou partie de leurs terres et ressources de subsistance. 

En 2019, les 387 939 ha de concessions détenues par Socfin pour ses plantations recouvrent tout ou partie de 42 villages au Cameroun, 13 en Côte d'Ivoire, sept (850 familles) au Cambodge, 52 en Sierra Leone et 81 au Libéria, soit au total presque 200 villages et des milliers de familles impactées, qui ont plus ou moins perdu leurs terres de cultures vivrières et leur accès aux ressources naturelles (viande de brousse, plantes, poissons des forêts et rivières). Ceux des villageois ayant accepté de céder leurs terres en échange d'emplois et d'aides au développement local jugent souvent à terme les compensations insuffisantes ou injustes et les collectivités locales dénoncent fréquemment des promesses non tenues, bien que contractuellement intégrées dans l'acte de vente ou de concession (continuité de la mission de service public : éducation, santé, logement, l'entretien des routes, etc.). La Socfin chiffre elle-même à 19 368 le nombre de ses travailleurs de plantation qui sont précaires. 
Les déforestations se sont faites au détriment de la planète (sols, eau, séquestration carbone par forêts) et des populations autochtones, notamment des Pygmées au Cameroun et des Bunongs au Cambodge, très dépendants de la forêt tropicale. Des plaintes récurrentes, depuis 2013, au Cameroun, au Libéria, en Sierra Leone, en Côte d'Ivoire et au Cambodge concernent une perte d'accès à l'eau potable en raison des drainages et/ou rejets polluants faits par la Socfin. La disparition de la forêt prive également les habitants des ressources de la cueillette de plantes médicinales. Plusieurs ONG signalent les nombreux cas de viols et de violences sexuelles exercés par les employés à l’encontre des habitantes voisines des plantations.
En 2021, un nouveau rapport (rédigé par « Pain pour le prochain », « Alliance Sud » et le « Réseau allemand pour la justice fiscale ») accuse la Socfin d'évasion fiscale à l'égard des pays d'Afrique. Le rapport a étudié les comptes financiers 2020 de l'entreprise et de ses filiales. Ils montrent l'existence de transfert de revenus, via des opérations comptables, vers l'Europe (Suisse en particulier). Ces transferts auraient été de plus de 100 millions de revenus en 2020 (sur un total de 605) alors que le groupe ne produit pas de matières premières en Europe. Selon ce rapport, Socfin ajoute systématiquement des frais élevés pour les services d’expédition en Suisse, tout en osant affirmer que certaines de ses plantations sont en déficit ; Cet important flux de revenus en Europe semble indiquer que des filiales de Socfin, basées en Europe, surfacturent des frais à leurs filiales africaines, par exemple pour l’organisation de ventes à l’étranger, en échange d’autres services, générant des profits dans un pays fiscalement avantageux pour le groupe. Les bilans financiers de Socfin indiquent des bénéfices par employé d'environ 1600 euros dans les pays africains, contre 219 000 euros par employé en Suisse, où le groupe n'a qu'une infime part de son activité. Faute de transparence de l'entreprise, les auteurs ne savent pas si les règles fiscales de l’OCDE (qui favorise les pays, où sont basés les sièges sociaux et non les pays où la production se fait) sont respectées.
Socfin a été accusée à plusieurs reprises d'exode fiscal d'une partie de ses bénéfices vers la Suisse, d’accaparement de terres et de violations des droits de l’homme.

## Organigramme
Au 31 décembre 2024, l'organigramme de la société SocFin (Luxembourg) détient 65% de SocFinAf (Luxembourg), 100% de Brabanta (RDC), 100% de LAC (Libéria), 100% de PSG (Ghana), 100% de Safa (France), 69% de SafaCam (Cameroun), 100% de STP Invest (Belgique), 88% de AgriPalma (Sao Tomé-et-Principe), 93% de SAC (Sierra Leone), 87% de Bereby-Finances (Côte d'Ivoire), 73% de SOGB (Côte d'Ivoire), 70% de SCC (Côte d'Ivoire), 67% de SoCaPalm (Cameroun), 100% de CamSeeds (Cameroun), 100% de SPFS (Cameroun), 66% de Okomu (Nigeria), 50% de Centrages (Belgique), 50% de Immob. Pepiniere (Belgique), 50% de InduServices Fr (Suisse), 50% de SocFinCo (Belgique), 50% de SocFinCo Fr (Suisse), 10% de Management Associates (Luxembourg), 50% de Sodimex Fr (Suisse), 50% de Sogescol Fr (Suisse), 100% de Sogescol Cam (Cameroun), 10% de Management Associates (Luxembourg), 33% de TerrAsia (Luxembourg), 30% de InduServices (Luxembourg), 20% de SocFinDe (Luxembourg), 15% de Management Associates (Luxembourg), 58% de SocFinAsia (Luxembourg), 100% de PNS LTD (Luxembourg), 100% de Coviphama (Cambodge), 90% de SocFinDo (Indonésie), 100% de SocFin-KCD (Cambodge), 100% de Sethikula (Camboge), 100% de Varanasi (Cambodge), 80% de SocFinDe (Luxembourg), 50% de Centrages (Belgique), 50% de Immob. Pepiniere (Belgique), 50% de InduServices Fr (Suisse), 50% de SocFinCo (Belgique), 50% de SocFinCo Fr (Suisse), 10% de Management Associates (Luxembourg), 50% de Sodimex Fr (Suisse), 50% de Sogescol Fr (Suisse), 100% de Sogescol Cam (Cameroun), 10% de Management Associates (Luxembourg), 48% de TerrAsia (Luxembourg), 35% de InduServices (Luxembourg), 15% de Management Associates (Luxembourg), 35% de InduServices (Luxembourg), 30% de Management Associates (Luxembourg) et 19% de TerrAsia (Luxembourg).

## Actionnariat
La société est principalement détenue par l'homme d'affaires belge Hubert Fabri (54%) et par le Groupe Bolloré (39%) et en 2020 « plusieurs membres des deux familles occupent des postes de direction importants dans les différentes entités du groupe ».

## Filiales de plantations
Le groupe est un opérateur présent dans 8 pays d'Afrique par la Socfinaf et deux pays d'Asie par l'intermédiaire de Socfinasia.